# Xysmalobium reticulatum
Xysmalobium reticulatum är en oleanderväxtart som beskrevs av Nicholas Edward Brown. Xysmalobium reticulatum ingår i släktet Xysmalobium och familjen oleanderväxter. Inga underarter finns listade i Catalogue of Life.